# Kötschlitz
Kötschlitz este o comună din landul Saxonia-Anhalt, Germania.